# Batheuchaeta peculiaris
Batheuchaeta peculiaris är en kräftdjursart som beskrevs av Markhaseva 1983. Batheuchaeta peculiaris ingår i släktet Batheuchaeta och familjen Aetideidae. Inga underarter finns listade i Catalogue of Life.